# David Gilmour
David Jon Gilmour CBE (Cambridge, 6 de março de 1946) é um guitarrista, baixista, saxofonista, compositor, cantor e vocalista britânico da banda inglesa Pink Floyd, tendo também editado álbuns solo bem como colaborado com outros artistas. Depois da saída de Roger Waters em 1985, tornou-se a principal figura da banda. 
Gilmour é profusamente considerado como um dos maiores e mais influentes guitarristas de todos os tempos; pela sua técnica e timbre de grande diferencial e destaque, foi considerado o 6° melhor guitarrista de todos os tempos pela revista americana Guitar World, o 14º melhor guitarrista do mundo pela revista americana Rolling Stone, e o 36º melhor vocalista do rock pelo programa de rádio britânico Planet Rock.

## Biografia
Nasceu na cidade inglesa de Cambridge, (Inglaterra) mas cresceu em Grantchester Meadows, filho de Douglas Gilmour, um professor de zoologia da Universidade de Cambridge e Sylvia também professora. A sua educação teve lugar na Waldorf School e foi durante muitos anos um modelo para essa escola, tendo no entanto descrito a sua educação como “horrível”. Aos 13 anos ganhou o primeiro violão.

### Pink Floyd
Conhece Roger Keith Syd Barrett desde infância, fizeram a mesma escola, Colégio de Artes e Tecnologia de Cambridge, mas não pertenceu a formação inicial do Pink Floyd. Seu primeiro grupo chamava-se Joker’s Wild começando assim a tocar em 1963. A banda mudou o seu nome para Flowers em 1967 tendo acabado nesse mesmo ano, pois Gilmour formado os Bullitt. 
Este juntou-se à banda Pink Floyd em Janeiro de 1968, quando Dave foi convidado a integrar a banda do antigo amigo de colégio, SYD Barrett (aluno de guitarra de David), chamada Pink Floyd (formado na época por Syd, Roger Waters, Richard Wright e Nick Mason).  
O grupo fez alguns shows com cinco integrantes. Logo depois, Syd, que já apresentava sinais de grave desordem mental, foi forçado a afastar-se da banda.
O primeiro disco do Pink Floyd a ter Gilmour como guitarrista foi A Saucerful of Secrets de 1968. E o primeiro crédito de David por autoria desta banda, foi pela faixa instrumental que dá nome ao disco. O prestígio da banda cresceu nos anos seguintes com os discos Ummagumma, Atom Heart Mother e Meddle, além das trilhas sonoras para dois filmes, More e Obscured by Clouds. O comando da banda foi assumido aos poucos com o desenvolvimento de David Gilmour, que dividia com Roger Waters a responsabilidade de compor as músicas da banda.
Em 1973 a banda gravou The Dark Side of the Moon, um dos álbuns mais bem sucedidos da história, que viria a permanecer mais de 20 anos entre os mais vendidos. Com este disco, o Pink Floyd prova definitivamente que não dependia apenas do gênio de Syd Barrett, e supera, em todos os aspectos, a obra prima que foi o primeiro disco. A produtora EMI chegou a construir fábricas para produzir exclusivamente este disco, que marca uma fase de trabalho conjunto e harmoniosa entre os membros da banda.
Segue-se Wish You Were Here, um trabalho conceitual e um verdadeiro tributo a Syd Barret. O tema da ausência é o pretexto para indiretamente homenagear e analisar o gênio louco. Curiosamente durante as gravações deste disco Syd Barret compareceu ao estúdio, gordo, sujo e careca, com uma imagem tão degenerada que custou a ser reconhecido pelos companheiros. 
Animals, de 1977, inaugurou a fase de protesto político-social da banda e também marcou o início de um predomínio de Roger Waters sobre os outros músicos. O disco é baseado na peça teatral A Revolução dos Bichos, de George Orwell, que satiriza os resultados da Revolução Russa de 1917.
Durante as gravações de The Wall surgiram os primeiros atritos entre os membros, com Roger Waters tomando para si o controle da banda. O álbum era um tratado sobre a solidão e sobre o poder esmagador do sucesso, mas era antes de tudo uma autobiografia do que Roger Waters se supunha ser. A obra, logo tachada de ópera-rock, seria lançada também em forma de filme.
Com o álbum The Final Cut agravaram-se os problemas de relacionamento entre os membros, com Roger Waters tendo despedido Rick Wright durante a produção do The Wall e relegado os outros integrantes da banda a pouco mais do que músicos de estúdio. Waters compôs o conceito e praticamente a totalidade das músicas, além de ter sido o responsável por todos os vocais. O álbum na realidade deveria ser um trabalho solo, mas a gravadora achou que seria mais lucrativo lança-lo como trabalho da banda.
Brigas entre os membros restantes levaram Roger Waters a deixar o grupo em 1985, assumindo que sem ele o Pink Floyd se desmembraria. Em vez disso, David Gilmour assumiu por completo o controle da banda e criou A Momentary Lapse of Reason. Ele explica:
"Eu tinha cem problemas com a direção da banda no passado recente, antes de Roger sair. Eu achava que as músicas tinham muitas palavras, e que devido ao significado dessas palavras serem tão importantes, a música tinha-se tornado um mero veículo para as letras, o que não era muito inspirador... The Dark Side of the Moon e Wish You Were Here tiveram um enorme sucesso, não apenas devido à contribuição de Roger, mas também porque havia um equilíbrio maior entre a música e as palavras do que em álbuns mais recentes. É isso que estou tentando fazer em A Momentary Lapse Of Reason focar mais na música, restaurando o equilíbrio."
Em 1994, num clima de volta triunfal, após alguns anos sem gravar e sem se apresentar ao vivo, a banda volta com The Division Bell, disco que teve excelente aceitação por parte da crítica e do público. Pouco mais tarde, em 1995 é lançado Pulse, uma outra gravação ao vivo.

## Concerto em Veneza

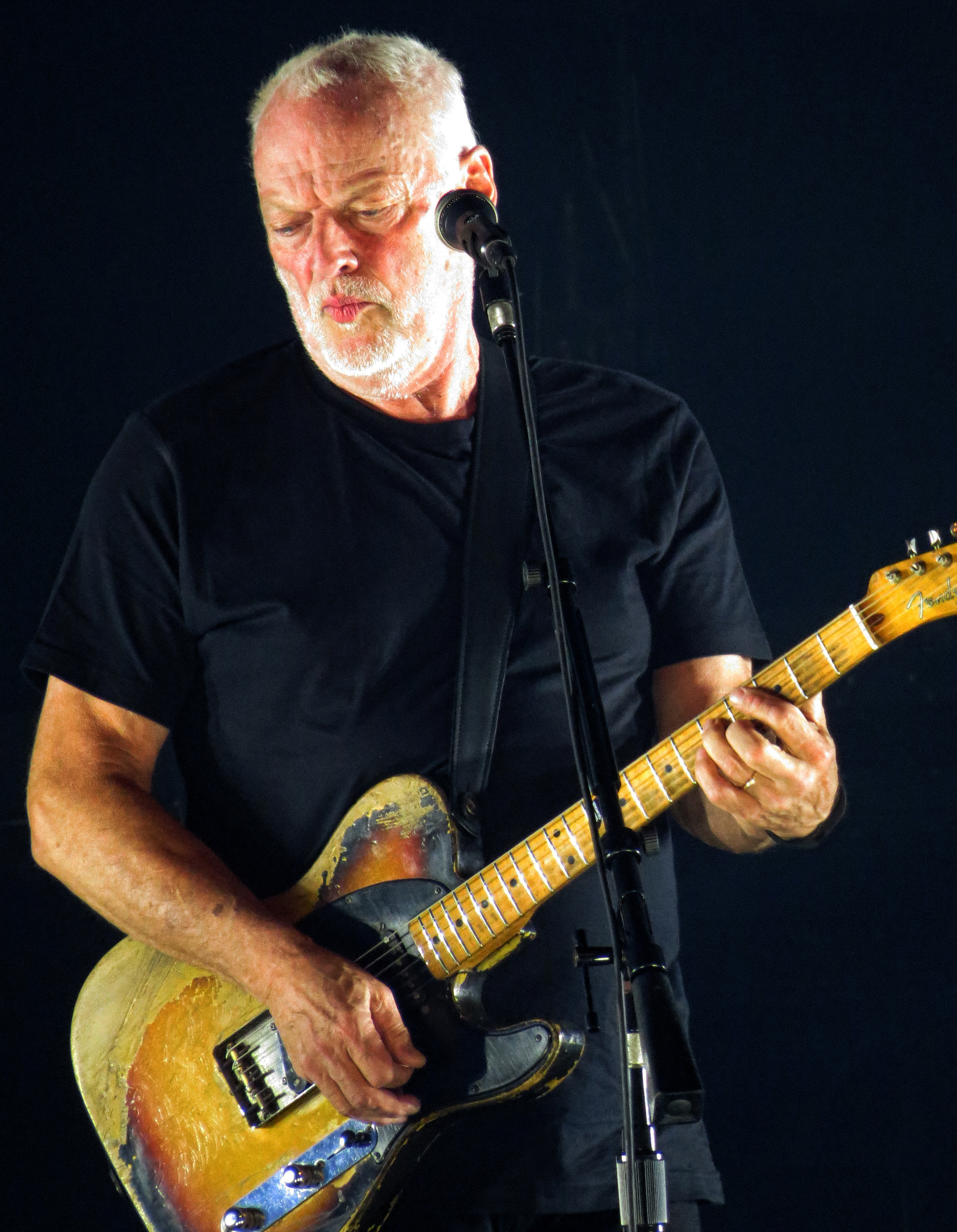
David Gilmour, onstage at Royal Albert Hall, London, October 2015

Apesar dos vários protestos da vizinhança, e de representantes do patrimônio cultural local, o Pink Floyd arquitetou tal apresentação em um palco flutuante construído sobre uma balsa atracada no grande canal de Veneza. O concerto foi realizado em 15 de julho de 1989 para 200 000 pessoas e transmitido ao vivo pela TV para mais de 23 países, com um público de quase 100 milhões de pessoas. Os fãs presentes no show assistiam tudo na praça em frente ao palco. Esse ambicioso projeto quase foi cancelado: dois dias antes, os responsáveis pelos monumentos históricos do município de Veneza tentaram impedir a apresentação, alegando que o altíssimo volume das caixas de som, emitiriam vibrações que poderiam danificar prédios históricos e outras obras esculturais. Tentando colocar panos quentes, organizadores, críticos e alguns políticos se responsabilizaram pela redução dos decibéis junto aos músicos, técnicos, e engenheiros de som. Com o contorno da situação, o show foi realizado com o Pink Floyd se apresentando imaculável como sempre, para uma multidão que ovacionava à cada música. O espetáculo com efeito de luzes sobre às águas foi esplendecente. No dia seguinte os jornais não somente noticiavam a grandeza do concerto, como também contabilizavam os prejuízos. O estrago foi gigantesco: a cidade afundara duas polegadas devido ao peso das pessoas e a potencia descomunal do som no evento. Estátuas de mármore e prédios foram trincados, vidraças quebradas, postes de iluminação pública destruídos por pessoas que os escalavam para uma melhor visualização, além das 300 toneladas de lixo removidas com a ajuda do exército. Horas depois, autoridades vieram a público se desculpar com os moradores pelo transtorno, prometendo que jamais um evento igual se repetiria. No mesmo encontro, o vereador Silvan Siccarelli após manifestar suas desculpas, pediu seu afastamento do cargo, explicando ter sido ele um dos responsáveis pela realização do show. O fato é que, realmente um acontecimento musical como esse, nunca mais foi realizado nas águas do canal de San Marco. Feito único que coube somente ao Pink Floyd.

### Carreira solo
Durante os intervalos musicais do Pink Floyd, passava o tempo tocando como músico de estúdio, produzindo discos e até fazendo às vezes como engenheiro de som de palco para uma enorme variedade de espectáculos incluindo, Roy Harper, Kate Bush, The Dream Academy, Grace Jones, Arcadia, Bryan Ferry, Robert Wyatt, Hawkwind, Paul McCartney, Ringo Starr, Sam Brown, Jools Holland, Propaganda, Pete Townshend, The Who, Supertramp (juntos criaram o êxito "Brother where you bound" do álbum de mesmo nome), vários "supergrupos" de solidariedade e muito mais.
Lançou o seu primeiro álbum na primavera de 1978, simplesmente intitulado David Gilmour. O seu segundo álbum About Face, foi editado em 1984.
Em 2002 fez uma série de concertos acústicos em Londres e Paris, juntamente com Rick Wright (tecladista do Pink Floyd) e uma pequena banda e coro, e que foi documentado na edição de David Gilmour in Concert.
Em 2006 lançou mais um trabalho solo, On An Island, considerado por ele o seu melhor trabalho em 30 anos.[carece de fontes?] O álbum contou com as colaborações de Guy Pratt, Jon Carin e Richard Wright, além das participações de David Crosby e Graham Nash, e a coprodução do guitarrista Phil Manzanera.
Em 2008, Gilmour lançou o DVD duplo Remember That Night - Live at the Royal Albert Hall, que sintetizou os grandes shows deste trabalho. No segundo semestre do mesmo ano, David lançou o álbum Live In Gdànsk, gravado na Polônia, em 2006, em comemoração aos 26 anos do partido Solidariedade.[carece de fontes?] Assim como em Remember That Night, este disco traz raridades e clássicos do Pink Floyd, além de seus recentes trabalhos.
Em outubro de 2010, foi anunciado o lançamento do álbum Metallic Spheres, da banda de música eletrônica The Orb, com a colaboração de David. O trabalho contém músicas inacabadas de Gilmour remixadas pelo The Orb em um novo formato de áudio tridimensional.
Em julho de 2015, David Gilmour divulgou o novo single, "Rattle That Lock". A música contou com a participação do guitarrista da banda Roxy Music, Phil Manzanera, o pianista Jools Holland e a esposa de Gilmour, Polly Samson, que escreveu parte das letras.
No início de setembro de 2015, David anunciou sua primeira vinda ao Brasil. Foram quatro apresentações, sendo 11/12 e 12/12 em São Paulo no Allianz Parque, 14/12 em Curitiba e 16/12 em Porto Alegre. Ainda houve shows na Argentina e Chile.
Em julho de 2016, após 45 anos, David retornou ao anfiteatro de Pompeia, mesmo local onde o Pink Floyd realizou uma apresentação sem público presente, sendo um dos shows mais épicos da banda. O guitarrista afirmou que não tocará "Echoes", em respeito ao amigo Rick Wright. O show de Gilmour foi lançado nos cinemas em 13 de setembro de 2017, com o título David Gilmour  - Live At Pompeii. Este show também será lançado em DVD, Blu-Ray e CD, ainda em 2017.
Em setembro de 2024, lançou o álbum Luck and Strange. O single "The Piper's Call" foi lançado em seu canal do YouTube em 26 de abril de 2024. Na semana seguinte, em maio de 2024, Gilmour anuncia seu retorno aos palcos. A turnê de divulgação do novo trabalho está prevista para se iniciar no segundo semestre de 2024 na Europa.

## Guitarra
Considerado um dos maiores e mais influentes guitarristas de todos os tempos, Gilmour é um músico com uma pegada muito sentimental. Ele transmite ao instrumento tudo o que ele realmente quer que seja executado (isto é chamado pelos guitarristas de "feeling"). Foi inovador no uso de efeitos sonoros na guitarra. Conhecido também por improvisar solos ao vivo feitos com a boca, com uma técnica magnífica, fazendo sua guitarra cantar. Recentemente, seu solo em "Comfortably Numb" foi considerado por um site especializado como sendo o melhor solo de guitarra de todos os tempos.
Também utiliza em suas apresentações um modelo de guitarra estilo "mesa", a lap steel guitar, com a qual faz solos memoráveis e geniais, como em "Breathe", "High Hopes" e "One Of These Days", entre outras.
David possui, dentre muitas outras guitarras, uma das primeiras Fender Stratocaster fabricadas. Com número de série da primeira linha de stratocaster fabricada pela Fender. Um modelo de cor creme e metais dourados. Ele raramente a usa em shows, por ser considerada muito rara e especial, além do receio de que seja roubada. Ele pode ser visto tocando com esta guitarra no show comemorativo do aniversário de 50 anos da Fender Stratocaster, em 2004.

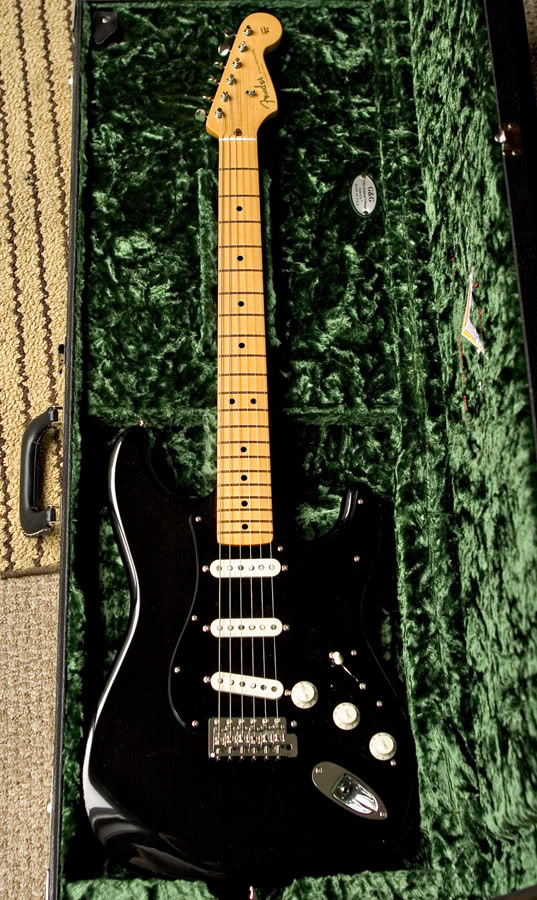
David Gilmour Signature Stratocaster NOS

## Black Strat Signature
Em novembro de 2006, A Fender Custom Shop anunciou duas reproduções da "Black" Strat de Gilmour para lançar em 22 de setembro de 2008. O técnico de guitarra Phil de Taylor juntamente com David supervisionaram o lançamento e escreveu um livro sobre a história desta guitarra que pode ser encontrada em www.theblackstrat.com. A data do lançamento foi escolhida para coincidir com o lançamento de seu álbum Live in Gdansk. Ambas as guitarras são baseadas em extensas medições do instrumento original, cada um com diferentes graus de desgaste. A mais cara é a David Gilmour Relic Stratocaster que possui a cópia mais próxima do desgaste da guitarra original. A cópia pura da guitarra também é feita e chamada de David Gilmour NOS Stratocaster.

## Stratocaster # 0001
David Gilmour possui uma coleção de guitarras que inclui alguns modelos raros e mais procurados, mas a jóia, porém, é a Fender Stratocaster com o número de série # 0001. Embora leve o número serial # 0001, ela não é a primeira Stratocaster construída pela Fender. A cor incomum do corpo e do hardware indicam que poderia ser uma peça de mostruário feito para uma ocasião especial ou para um empregado da Fender. O headstock possui uma assinatura que diz "TG 6,54", referindo-se a 'Taddeo Gomez, Junho de 1954' e o corpo tem uma assinatura manuscrita que diz "Mary 9.28.54", referindo-se a Maria (que pode muito bem ser Maria Lemus, funcionária da fábrica da Fender). Maria começou a trabalhar na Fender em 1954 como montadora, tornando-se uma supervisora de montagem final em 28 de Setembro de 1954. Segundo o jornalista e guitarrista David Mead, que examinou a guitarra para um artigo em 1995, o corpo 'Cinza' é de fato 'Branco', embora possa parecer uma 'Olympic White', 'Verde' ou mesmo 'Azul-Piscina' em algumas fotos. A guitarra possui um escudo cor 'ouro' de 8 furos de '1-camada', ponte tremolo e tarraxas Kluson deluxe também na cor 'ouro'. Os captadores parecem ser originais Fender 1954 com uma chave seletora de 3 posições, (as chaves de 5 posições não existiam em meados dos anos 70).
Em 1986, David explicou como ele colocou as mãos na guitarra: "Certa vez, Phil precisou de dinheiro para comprar uma casa, então eu o chantageei... Eu disse que a única maneira de lhe emprestar o dinheiro era se ele me vendesse a Strato branca ... ". Isto deve ter acontecido em meados de 1976. Aparentemente, a guitarra originalmente pertenceu a Leo Fender, que a deu (ou vendeu) para Seymour Duncan que depois vendeu para Phil Taylor em meados dos anos 70 por US$ 900.
A guitarra fez sua primeira aparição em alguns clipes da 'promo' do primeiro álbum solo de David em 1978. Não está documentado se ela foi utilizada no disco ou não. No entanto, ele a usou na gravação das bases de "Another Brick in The Wall Part.2" com a guitarra gravada diretamente na mesa.
David também usou a guitarra na gravação de "Back to the Egg" (Paul McCartney) do álbum e da canção "So Glad to See You Here". A guitarra foi novamente utilizada nas filmagens do vídeo de Brian Ferry "Is You Love Strong enough". Em 1991 David foi filmado utilizando a guitarra com Jeff Baxter em Abbey Road em uma jam improvisada. Na celebração do 50º aniversário da Fender Stratocaster, em 2004, em Wembley Arena, era a ocasião perfeita para David utilizar a Stratocaster # 0001. Ele a utilizou em duas das três músicas que ele tocou durante o show que foram: 'Coming Back to Life' e 'Marooned' (esta foi a segunda vez que Marooned foi tocada ao vivo, sendo a primeira em Oslo, Noruega, em 1994, na turnê The Division Bell). David usou a Stratocaster "Red" Reissue 1983 na terceira canção, 'Sorrow'.

### A teoria alternativa sobre as origens da guitarra
Houve algumas discussões sobre as origens da Strat # 0001, em 2004 no fórum da Seymour Duncan existiram algumas controvérsias. De acordo com Sr. Seymour Duncan, havia duas guitarras com o número serial #0001 e a guitarra de David seria uma "frankenstein", que consiste em um instrumento feito de várias partes diferentes. Aparentemente, em 1976 um cara chamado 'Richard Green' pediu ao Sr. Duncan para reparar sua Strat 1957. Duncan enviou o corpo para 'Charvel' mas o corpo estava muito desgastado e cheio de arranhões e então foi substituído por um corpo aleatório semelhante. O headstock foi reparado por Phil Kubicki, onde ele e Sr. Duncan ajustaram para o "novo" corpo, então ela foi entregue para Richard Green. A guitarra tinha um número de série # 0001 no neckplate. Mais tarde, Sr. Duncan ainda possuía o corpo original e passou para Charvel, que instalou um braço 1957 aleatório que ele tinha comprado de Phil Kubicki, instalou captadores 1960 e vendeu esta 'nova réplica' a Phil Taylor. Esta guitarra também tinha um número de série # 0001 no neckplate.
Então, resumindo, de acordo com o senhor Seymour Duncan, a # 0001 de David Gilmour é na verdade uma 'Stratocaster 1957 - Verde Menta' com um braço 1957, ela foi montada a partir de duas guitarras diferentes, e os captadores são Seymour Duncan personalizados 1960. Seymour também insiste que ele realmente não vendeu para Phil Taylor, mas para Alan Rogan (técnico de guitarra de Pete Townshend por muito tempo), que depois vendeu para Phil. O braço pode ser um modelo de 1954, mas Seymour lembra que tinha um braço '57' com algumas 'queimaduras' de cigarro no headstock, que a guitarra de David de fato tem.
Seja esta (ou não) a verdadeira história da guitarra de David, não tem como sabermos com exatidão. Há poucas fontes e, embora Seymour Duncan possa ter uma boa memória, há alguns buracos em sua "teoria", até porque um exame feito na guitarra de David em 1995, revela fortes indícios de ser um modelo 1954 genuíno. Phil Taylor também parece negar a teoria insistindo em que Seymour está confundindo a "frankenstein" com outra guitarra. Pode-se também levantar a questão, por que Seymour pediu US$ 900 dela quando ele a vendeu para Taylor se ela de fato se tratava da Stratocaster # 0001? Foi um preço simbólico entre amigos? ou o fato de que o fenômeno não era um problema no momento?
O fato é que a Stratocaster # 0001 de David Gilmour é uma guitarra única e enquanto muitos colecionadores mantém seus itens atrás de um vidro ou em um depósito, David usa a Strato com certa frequência, a guitarra foi apresentada pela última vez em uma sessão de fotos por Ross Halfin em 2006.

## Vida pessoal
Casou-se por duas vezes. Com sua primeira esposa, Ginger, teve quatro filhos: Alice (1976), Clare (1980), Sara (1982) e Matthew (1985).
Sua atual esposa é a jornalista e escritora Polly Samson. Casaram-se em 1994 durante a turnê The Division Bell. Tem neste casamento mais quatro filhos: Charlie adotivo (é filho de Polly e do poeta, ator e dramaturgo Heathcote Williams) e três biológicos: Joe, Gabriel e Romany.
É o membro mais novo do Pink Floyd. Foi convidado pela banda em dezembro de 1967, pouco tempo antes da saída de Syd Barrett da banda. Num primeiro momento, Gilmour seria o guitarrista nas apresentações ao vivo, enquanto Barrett iria se concentrar apenas nas composições, mas com a saída de Syd oficializada em abril de 1968, David assumiu o posto guitarrista da banda. O primeiro trabalho do Pink Floyd liderado por David Gilmour (após a era Roger Waters) foi o disco A Momentary Lapse of Reason que foi seguido por álbum duplo ao vivo chamado Delicate Sound of Thunder. Depois de algum tempo fora, a banda voltou a lançar um disco com canções inéditas, The Division Bell. Em 1995 foi lançado outro álbum duplo ao vivo, gravado no teatro Earls Court, Londres, chamado Pulse, com direção e liderança de David Gilmour.

### Reconhecido por ações humanitárias
Ao longo de sua vida, tem colaborado ativamente em muitas organizações de caridade. Colabora com entidades como: Greenpeace, European Union Mental Health and Illness Association e Anistia Internacional. Realizou um projeto habitacional para os sem-teto e pessoas com deficiência intelectual.
Em 1996 foi induzido no Hall da Fama do Rock and Roll com os Pink Floyd. Em Novembro de 2003 foi-lhe atribuída a Ordem do Império Britânico.
Tem laços com a Ucrânia, uma vez que seus netos e sua nora, a artista ucraniana Janina Pedan  (esposa de seu filho Charlie) são ucranianos. Em 30 de Março de 2022, em parceria com Nick Mason, Guy Pratt e Nitin Sawhney, gravou uma canção de protesto contra a invasão da Ucrânia pela Rússia. A canção Hey, Hey, Rise Up!, foi feita com os vocais do cantor ucraniano Andriy Khlyvnyuk da banda BoomBox. Gilmour definiu a canção como um show de "raiva por uma superpotência que invade uma nação pacífica".

### A aviação
David Gilmour é também um piloto experiente. Sua empresa, Intrepid Aviation, acumulou um impressionante conjunto de aeronaves históricas. Ele decidiu vender a Intrepid, pelo seguinte motivo:
"A Intrepid Aviation foi para mim uma forma de fazer meu hobby pagar a si mesmo , mas, gradualmente ao longo de alguns anos a Intrepid Aviation tornou-se um negócio, que tive de administrar. De repente eu percebi que em vez de ser um passatempo que desfrutava era uma empresa e por isso decidi vende-la. Não sou mais seu proprietário. Tenho apenas um bom e velho biplano no qual passeio pelo céu de vez em quando ..."

## Discografia

### Álbuns a solo

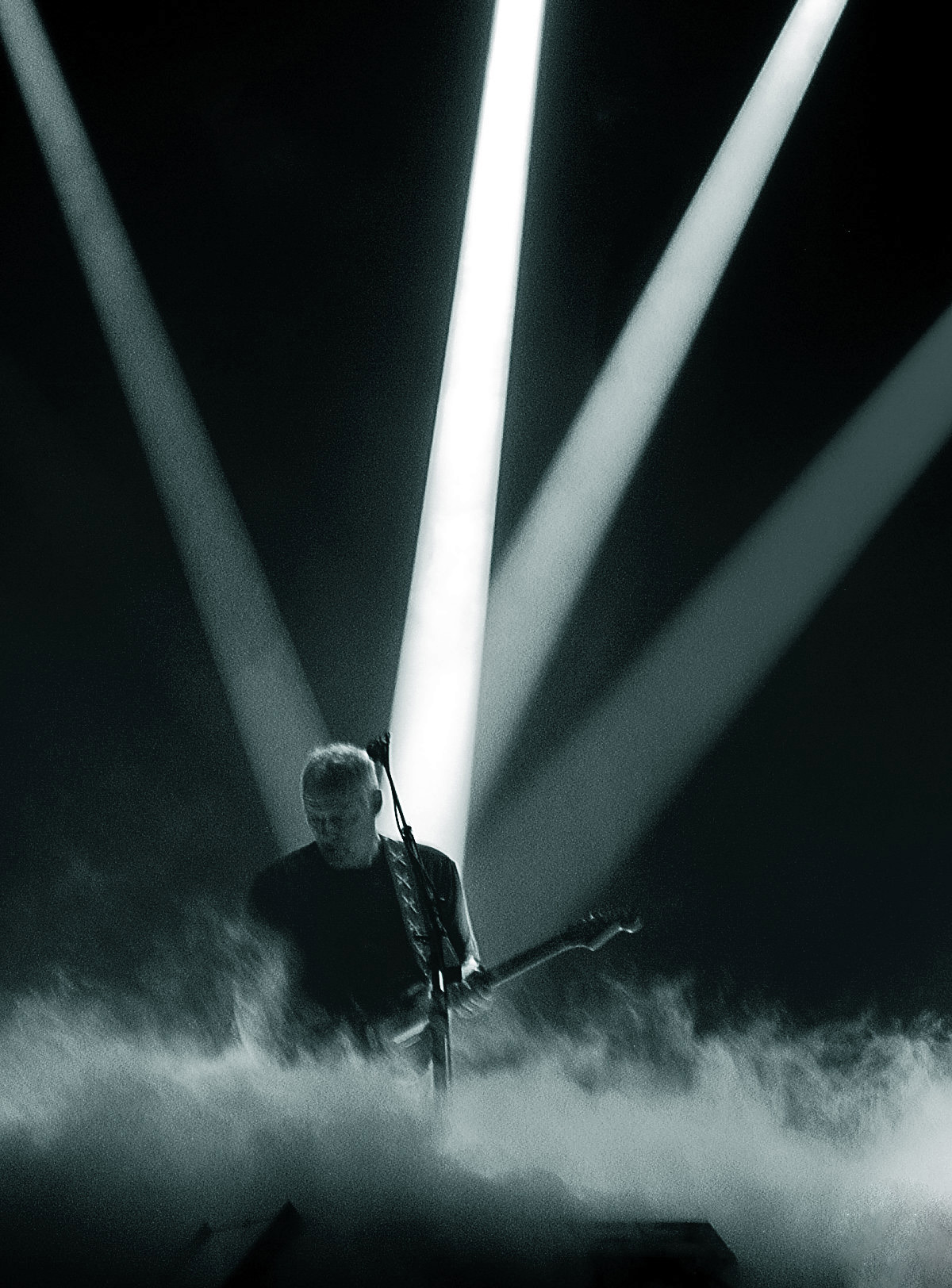
Gilmour tocando na O2 Arena, Londres, 2011.

- David Gilmour (1978)
- About Face (1984)
- On an Island (2006)
- Live in Gdańsk (2008)
- Rattle That Lock (2015)
- Live at Pompeii (2017)
- Luck and Strange (2024)

### Com o Pink Floyd
- A Saucerful of Secrets (1968)
- Music from the Film More (1969)
- Ummagumma (1969)
- Atom Heart Mother (1970)
- Meddle (1971)
- Obscured by Clouds (1972)
- The Dark Side of the Moon (1973)
- Wish You Were Here (1975)
- Animals (1977)
- The Wall (1979)
- A Collection of Great Dance Songs (1981)
- The Final Cut (1983)
- A Momentary Lapse of Reason (1987)
- Delicate Sound Of Thunder (1988)
- The Division Bell (1994)
- Pulse (1995)
- Is There Anybody Out There? The Wall Live 1980-81  (2000)
- Echoes: The Best of Pink Floyd (2001)
- The Endless River (2014)

Outros
- Brother Where You Bound (1985), colaboração com o Supertramp para a primeira faixa do álbum que leva o mesmo nome.
- Metallic Spheres (2010), colaboração com a banda The Orb

## Filmografia
- Live At Pompeii (1972)
- Live at Hammersmith Odeon (1984)
- David Gilmour in Concert (2002)
- Remember That Night (2007)
- Live In Gdansk (2008) (Kit Edition)
- Live At Pompeii (2017)